# Antic règim a França
En la història de França, el terme Antic Règim es refereix al període comprès entre la fi de la Guerra dels Cent Anys (1453) i l'esclat de la Revolució (1789), és a dir, als segles xv, xvi, xvii i xviii.

## La Monarquia

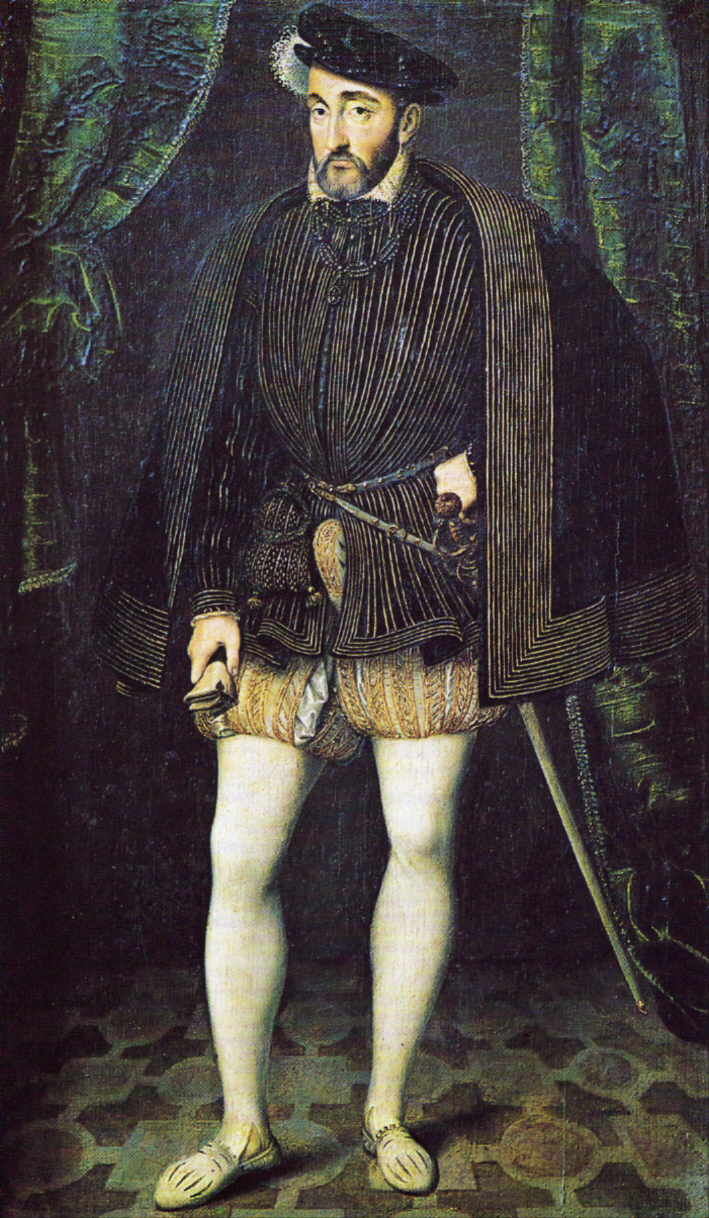
Enric II de França

### La sacralització
El caràcter sagrat dels reis de França venia donat per certs factors com ara l'ús de la fórmula Cristianíssim Rei per referir-se al monarca francès, la seva unció amb oli sagrat a la Catedral de Reims en el moment de la coronació i la creença que el rei de França tenia el do de guarir l'Escròfula tocant un malalt recitant la fórmula El rei et toca, però Déu et guareix; per altra banda, els teòrics polítics de l'època del Renaixement admetien l'existència del Dret diví dels reis.

### La centralització
En aquesta època, l'autoritarisme monàrquic, sorgit de l'estructura de poder centralitzada creada des del poder reial, amb l'Edicte de Villers-Cotterêts (1539) com una de les seves principals manifestacions, va haver de coexistir amb els senyorius feudals així com amb els privilegis locals i provincials, els quals es mantindrien fins al moment de ser escombrats per la Revolució.
Durant l'edat mitjana, a França, per afirmar el seu poder, els reis de la Dinastia Capet (987 - 1328) ja havien menat una política centralitzadora, els resultats de la qual, però, quedaren anorreats durant la Guerra dels Cent Anys; al seu torn, l'obra centralitzadora dels reis de la Dinastia Valois (1328 - 1589) fou desfeta per les Guerres de Religió (1562 - 1598); per això, els monarques posteriors (Enric IV, Lluís XIII i Lluís XIV) dedicaren molts esforços a reprendre el procés centralitzador per així recuperar el poder perdut, havent d'enfrontar-se a crisis internes com ara la Guerra de la Fronda (1648 - 1653).
Si els reis volien la centralització era per aconseguir més recursos per finançar les seves guerres i el luxe de la seva cort, que tingué la seva manifestació culminant en la construcció del palau de Versalles entre 1661 i 1680 per Lluís XIV; per això, a més de tributs com la talla i la gabella, exigien contribucions en soldats.
Un element clau de la centralització fou passar dels antics vincles de fidelitat personal al rei a la creació de sistemes estatals, com ho fou la institució dels intendents com a representants del poder reial a les províncies per així fer-hi minvar el poder dels nobles locals. Per altra banda, també es va crear una noblesa de toga, contraposada a la noblesa d'espasa dels senyors feudals, formada per alts funcionaris que, així, accedien a la condició de noble mitjançant el servei a l'administració pública com a jutges o consellers reials. En un principi, els reis veieren la creació dels Parlaments Regionals com una manera d'estendre el seu poder a les províncies, tanmateix, un cop es consolidaren, els Parlaments acabaren actuant com a portaveus de les oligarquies locals.

França el 1477. Línia vermella: fronteres del regne de França; Superfície en blau clar: els dominis reials

### Expansionisme
Durant l'Antic Règim, l'expansionisme militar i la política dinàstica dels reis va dur a eixamplar les fronteres de França amb les següents conquestes:
- sota Lluís XI - Provença (1482) i el Delfinat (1461, sota control francès des de 1349). El 1462, aprofitant la Guerra dels Remences, Lluís XI va annexionar-se els comtats de Rosselló i Cerdanya, els quals, però, foren restituïts per Carles VIII a Ferran II el Catòlic el 1493.
- sota Francesc I - Bretanya (1532)
- sota Enric II - Calais i els tres bisbats de Metz, Toul i Verdun (1552)
- sota Enric IV - el Comtat de Foix (1607)
- sota Lluís XIII - Bearn, la Baixa Navarra (1620, sota control francès des de 1589 com a part dels dominis d'Enric III de Navarra i IV de França) i Catalunya el 1641, de la qual, però, després del Tractat dels Pirineus (1659) Lluís XIV només en conservaria l'actual Catalunya del Nord
- sota Lluís XIV
  - Tractat de Westfàlia (1648) - Alsàcia
  - Tractat dels Pirineus (1659) - Artois
  - Tractat de Nimega (1678 - 1679) - Franc Comtat, i part del comtat de Flandes
- sota Lluís XV - Ducat de Lorena (1766) i Còrsega (1768)

### Monarquia absoluta
Malgrat que, exactament igual com a tot arreu d'Europa, els reis menaren sempre una política autoritària tendent a afirmar el seu poder, a França la Monarquia absoluta no s'hi imposà fins al segle xvii durant els regnats de Lluís XIII i de Lluís XIV.
De fet, el constructor de la monarquia absoluta a França fou el cardenal Richelieu, ministre de Lluís XIII, que, en la seva obra de govern, es va moure sempre amb l'objectiu de convertir el poder reial en el poder suprem a França i d'imposar l'hegemonia francesa a Europa.
Els principals obstacles a França per instaurar-hi l'absolutisme monàrquic eren la potestat dels nobles de reclutar els seus exèrcits i d'erigir fortificacions, així com el privilegi que, d'ençà de l'Edicte de Nantes (1598), amb què Enric IV havia aconseguit posar fi a les Guerres de Religió, tenien els protestants -dits hugonots a França- de dur armes i de construir fortaleses en determinades ciutats. Lluís XIV va superar aquests obstacles amb l'Edicte de Fontainebleau (1685), amb el qual revocava l'Edicte de Nantes, la demolició de les fortaleses nobiliàries, pràctica aquesta que justificava com un acte de racionalització administrativa amb el qual s'aconseguia reduir despeses eliminant fortaleses obsoletes o innecessàries, i obligant els nobles a residir cada any durant una temporada al palau de Versalles.

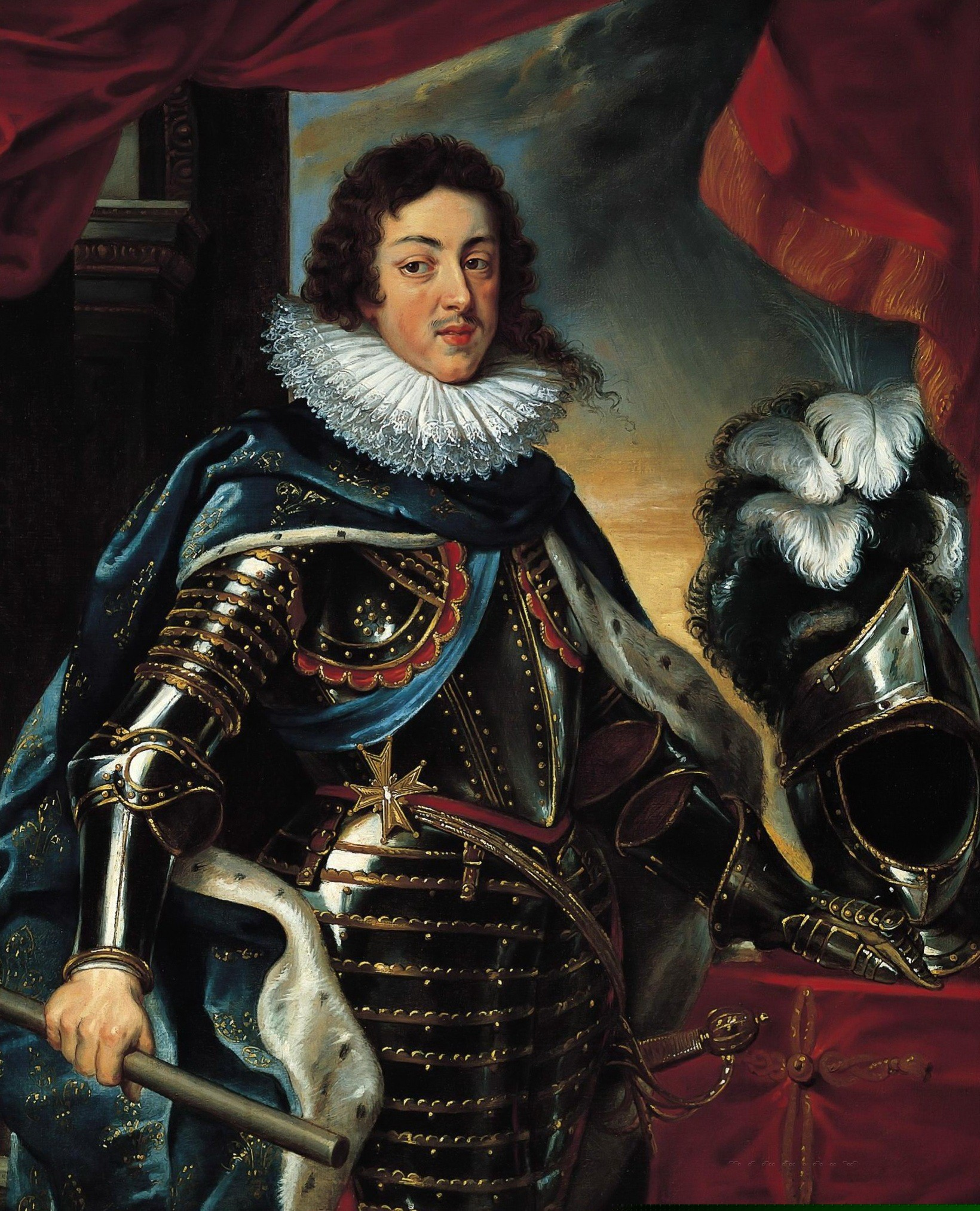
Lluís XIII en uniforme militar per Peter Paul Rubens

Lluís XIV Rei de França i de Navarra per Jacint Rigau (1701)

### Els reis
Els reis de la França de l'Antic Règim foren:
- Dinastia de Valois
  - Lluís XI (1461 - 1483)
  - Carles VIII (1483 - 1498)
  - Lluís XII (1498 - 1515)
  - Francesc I (1515 - 1547)
  - Enric II (1547 - 1559)
  - Francesc II (1559 - 1560)
  - Carles IX (1560 - 1574)
  - Enric III (1574 - 1589)
- Dinastia de Borbó
  - Enric IV (1589 - 1610)
  - Lluís XIII (1610 - 1643)
  - Lluís XIV (1643 - 1715)
  - Lluís XV (1715 - 1774)
  - Lluís XVI (1774 - 1792)

## Estats Generals
L'organisme representatiu dels estaments del Regne eren els Estats Generals, que a França els havien convocats per primera vegada el rei Felip IV el 1302 per obtenir ajuda i consell en el conflicte que l'enfrontava amb el papa Bonifaci VIII; posteriorment, Felip IV va convocar noves reunions dels Estats Generals per mirar d'obtenir-ne subsidis. Als Estats Generals, hi acudien representants del Primer Estat (el clero), del Segon Estat (la noblesa) i del Tercer Estat, que incloïa les persones alienes a la noblesa i al clero que residissin en terres de reialenc. Així, doncs, els Estats Generals de França tenien un funcionament i una composició molt similar al de les Corts catalanes i les Corts valencianes com també a altres parlaments de l'Europa medieval; de fet, allò que a França es denominava "estats" correspon amb els braços de les corts catalano-aragoneses.
Durant l'època de l'Antic Règim, només hi hagué a França set convocatòries dels Estats Generals (1484, 1560 - 61, 1576 - 77, 1588 - 89, 1593, 1614 i 1789), les quals sempre tingueren lloc en moment de crisi fiscal de la monarquia o de discòrdies civils, com ara les Guerres de Religió (1562 - 1598). La no reunió dels Estats Generals en cap moment entre 1614 i 1789, la qual cosa significa que Lluís XIV i Lluís XV no els convocaren mai, és un senyal de la consolidació de la monarquia absoluta a França durant el segle xvii; la convocatòria dels Estats Generals per Lluís XVI el 1789 fou conseqüència de la crisi de l'Antic Règim que dugué a l'esclat de la Revolució Francesa.
En principi, els Estats Generals eren un organisme merament consultiu; ara bé, gaudien de la potestat de poder decidir concedir subsidis al rei, que, per a això els convocava. Al segle xvi, es reivindicà la necessitat de l'aprovació dels Estats Generals per tal que el rei pogués establir nous tributs; ara bé, durant el segle xvii, la consolidació de l'absolutisme monàrquic va dur a admetre la potestat del rei de decretar nous impostos pel seu compte amb l'única obligació que els parlaments regionals registressin l'edicte reial. El 1787, el Parlament de París va manifestar que no podia registrar els edictes dels nous impostos decretats per Lluís XVI amb el propòsit de posar fi a la fallida de les finances reials; aquesta negativa fou un dels fets que dugué el rei a convocar els Estats Generals el 1789.

## Províncies

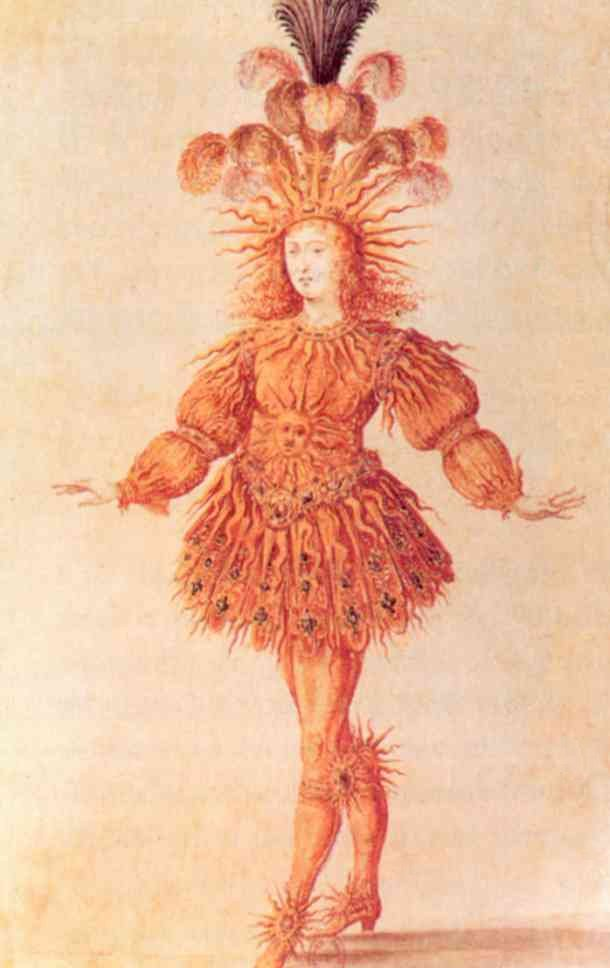
Lluís XIV com a Rei Sol

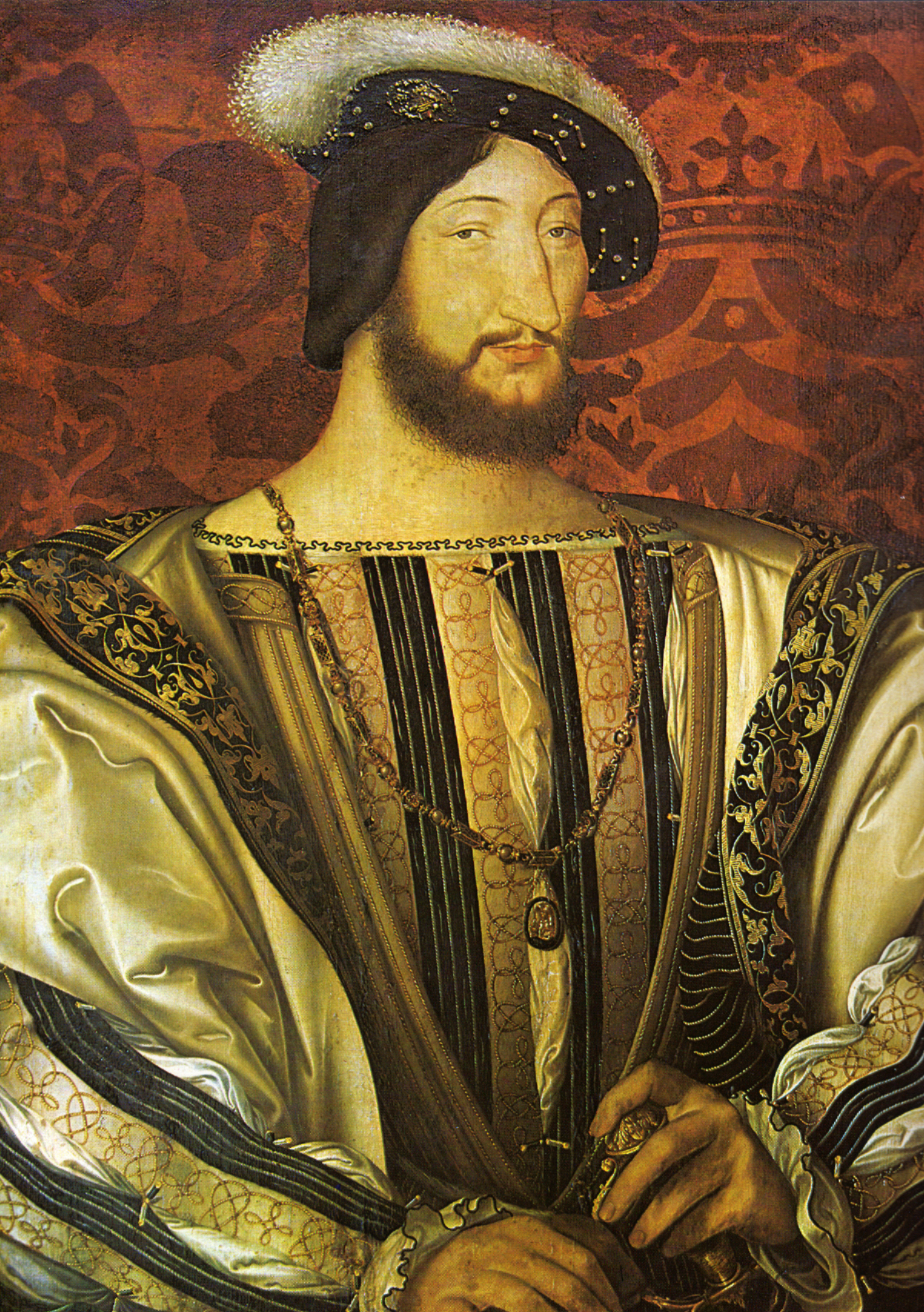
Francesc I de França, pintat per Jean Clouet el 1524

El 4 de gener del 1790, durant la Revolució, l'Assemblea Nacional Constituent, amb l'objectiu de suprimir les diferències culturals i constituir una nació homogènia una i indivisible, va crear els departaments amb la qual cosa es posava fi a la tradicional divisió de França en províncies.
La paraula província, en el sentit de divisió territorial del Regne de França, va començar a usar-se al segle XV tant en documents oficials com a nivell popular o informal. Admetent, però, la dificultat de donar-ne una definició exacta, sobretot perquè les múltiples llistes i mapes de províncies de França sovint no coincideixen, es pot intentar considerar que, a França durant l'Antic Règim, una província era un territori, generalment de gran extensió, els habitants del qual podien ser conscients de compartir unes característiques pròpies, una història comuna, una moral i unes tradicions particulars, originades no pas en cap realitat administrativa sinó en la tradició històrica del territori, la qual podia remuntar-se fins i tot a l'època preromana; així, Fustel de Coulanges situava l'origen d'algunes províncies de França en els territoris d'antigues tribus gal·les. Generalment, la província englobava territoris més petits i també grans ciutats; moltes províncies se subdividien en "alta" i "baixa". En el cas català, després de la seva annexió a França pel Tractat dels Pirineus (1659), les comarques de la Catalunya del Nord quedaren integrades dins de la Província del Rosselló, la qual, després de 1790, passà a ser el departament dels Pirineus Orientals.
De fet, sota l'Antic Règim, França estava formada per tota una sèrie de circumscripcions territorials eixides de la història, la geografia i de les característiques ètniques i culturals de la població, que es diferenciaven sovint segons els poders que s'hi exercien, amb categories diferents com ara diòcesis, ducats, baronies, governs, generalités, intendències, parlaments, batllies, etc., termes que anaven acompanyats del nom del territori de la seva jurisdicció, amb la peculiaritat, però, que dues o més d'aquestes categories duguessin un mateix nom de regió no volia dir pas que coincidissin geogràficament; així, el territori del Parlament d'Artois no corresponia pas al mateix territori que el govern d'Artois o que la intendència d'Artois. Així, es comprèn doncs que la creació dels departaments per l'Assemblea Nacional el 1790 es presentés com una mesura racionalitzadora per aconseguir una administració territorial única i homogènia per a tot arreu de França.

### Tipus de províncies

#### Províncies eclesiàstiques
Algunes províncies de l'Antic Règim podien tenir el seu origen en diòcesis i arxidiòcesis de l'Església catòlica; de fet, a tot arreu de l'Europa occidental, la divisió territorial eclesiàstica té els seus orígens en les divisions provincials de l'Imperi Romà. Evidentment, en l'època anterior a la Revolució Francesa, en què l'Església era un poder i molts bisbes, arquebisbes i abats posseïen senyorius feudals, la divisió territorial de l'Església afectava la vida civil del país.

#### Demarcacions judicials: parlaments, batllies i senescalies
En funció del dret i dels costums, els dominis de la corona francesa es dividien en terres de dret escrit, que, a grans trets, corresponia a l'actual Occitània, i en terres de dret no escrit (la França del nord). Cadascuna d'aquestes parts comprenia diferents parlaments, a partir del qual sorgien totes les jurisdiccions reials com ara les batllies i senescalies; cadascuna podia incloure dins seu territoris diferenciats segons els seus costums jurídics que es denominaven "pays". Així, la senescalia de Quercy se subdividia en cinc batllies secundàries, que corresponien a cinc antigues vegueries.

#### Províncies fiscals

##### Les generalités
En un intent de reformar el sistema tributari, el 1542 mitjançant l'Edicte de Cognac, Enric II va crear noves divisions com ara les recettes générales, dites informalment "généralités", les quals, en principi, només eren districtes fiscals. Tanmateix, el seu paper va anar desenvolupant-se i, a mitjans del segle xvii, les generalités es trobaven sota l'autoritat d'un intendent, la qual cosa les convertí en un mitjà d'expansió del poder reial en matèries de justícia, impostos i policia. En el moment de l'esclat de la Revolució, hi havia trenta-sis generalités, dues de les quals, s'havien creat el 1784.
A vegades, s'intenta assimilar el concepte de província al de generalité o al d'intendència; tanmateix, aquesta és una coincidència que no sempre es dona, ja que si bé la jurisdicció d'una generalité o, posteriorment, d'una intendència, correspon al d'un territori més antic, mai no es va fer servir el terme "província" per referir-se a la generalité d'Auch o a la generalité de Soissons.
| Généralités de França per ciutat (i província). | Généralités de França per ciutat (i província). | Généralités de França per ciutat (i província). |
| --- | --- | ----------------------------------------------- |
| 1. Généralité de Bordeus, (Agen, Guiena) 2. Généralité de Provença, o Ais de Provença (Provença) 3. Généralité d'Amiens (Picardia) 4. Généralité de Bourges (Berric) 5. Généralité de Caen (Normandia) 6. Généralité de Châlons (Xampanya) 7. Généralité de Borgonya, Dijon (Borgonya) 8. Généralité de Grenoble (Delfinat) 9. Généralité d'Issoire, després de Riom (Comtat d'Alvèrnia) 10. Généralité de Lió (Lionès, Beaujolais i Forez) 11. Généralité de Montpeller (Llenguadoc) 12. Généralité de París (Île-de-France) 13. Généralité de Poitiers (Poitou) 14. Généralité de Rouen (Normandia) 15. Généralité de Tolosa (Llenguadoc) 16. Généralité de Tours (Turena, Maine i Anjou) | 1. Généralité de Metz (Trois-Évêchés) 2. Généralité de Nantes (Bretanya) 3. Généralité de Llemotges (dividida en dues: Angulema i Llemosí - La Marche) 4. Généralité d'Orleans (Orleanès) 5. Généralité de Moulins (Borbonès) 6. Généralité de Soissons (Picardia) 7. Généralité de Montauban (Gascunya) 8. Généralité d'Alençon (Perche) 9. Généralité de Perpinyà (Rosselló) 10. Généralité de Besançon (Franc Comtat) 11. Généralité de Valenciennes (Hainaut) 12. Généralité d'Estrasburg (Alsàcia) 13. (vegeu 18) 14. Généralité de Lilla (Flandes) 15. Généralité de La Rochelle (Aunis i Saintonge) 16. Généralité de Nancy (Lorena) 17. Généralité de Trévoux (Dombes) 18. Généralité de Còrsega, o Bàstia (Còrsega) 19. Généralité d'Auch (Gascunya) 20. Généralité de Baiona (Labourd) 21. Généralité de Pau (Bearn i Soule) |                                                 |

##### Els pays d'états
A la França de l'Antic Règim, els pays d'états eren aquelles províncies que, malgrat l'acció centralitzadora del poder reial, havien conservat els seus estats provincials, és a dir, una assemblea representativa dels tres estats de la província, la funció principal de la qual era la de negociar la suma dels impostos amb els comissaris o intendents reials, com també d'assegurar-ne la repartició per diòcesi i per parròquia i de controlar-ne la recaptació. Els estats provincials conservaven una partida dels fons per mantenir i millorar les vies de comunicació.
El 1789, conservaven la condició de pays d'états les províncies d'Alvèrnia, Bearn, Borgonya, Bretanya, Delfinat Llenguadoc i Provença, així com algunes parts de Gascunya, que eren: Bigorra, Comenge i el Comtat d'Aura.

##### Els pays d'élection
Els pays d'élection són aquelles províncies on el poder reial va aconseguir suprimir-hi els estats provincials. Ací, doncs, és l'intendent qui, com a representant del rei, hi reparteix els impostos amb l'ajuda dels elegits locals. Durant molt de temps, els representants dels governs reials a les províncies els elegien els Estats Generals; ara bé, després que Lluís XIII els hagués convocat el 1614, els Estats Generals ja no es tornaren a reunir fins a 1789 quan els aplegà Lluís XVI; per això, durant els segles xvii i xviii, els oficials reials, com ara els intendents, els nomenava el Rei.

##### Els pays d'imposition
Els Pays d'imposition eren territoris acabats de conquerir en els quals, com als pays d'états, es conservaven les institucions pròpies, només que ací la percepció d'impostos era supervisada per l'intendent reial.
Dins del Regne de França, la província del Rosselló, annexionada arran del Tractat dels Pirineus (1659), era un Pays d'imposition

#### Províncies militars: dels grans feus als governs
Es tracta dels grans feus dependents directament de la Corona (ducats, comtats i marquesats) a la qual deuen ajuda militar. Aquests grans feus eren els següents ducats i comtats:
| Ducat              | Any d'incorporació a la corona francesa |
| ------------------ | --------------------------------------- |
| Normandia          | 1204                                    |
| Borgonya           | 1477                                    |
| Aquitània o Guiena | 1484                                    |
| Gascunya           | 1484                                    |
| Bretanya           | 1532                                    |
| Lorena             | 1739                                    |

| Comtat   | Any d'incorporació a la corona francesa |
| -------- | --------------------------------------- |
| Tolosa   | 1271                                    |
| Xampanya | 1305                                    |
| Provença | 1484                                    |
| Flandes  | 1678                                    |

I, a més, els:
- Arquebisbats de Reims, Sens i Langres
- Bisbats de Beauvais, de Noyon i de Châlons

Al contrari que les províncies eclesiàstiques, aquestes demarcacions no es mantenien pas uniformes en el temps; així per exemple, l'antic ducat de Normandia quedà dividit en dues governacions militars. A finals de l'Antic Règim, sense comptar-hi els territoris d'ultramar com ara les Antilles, hi havia trenta-sis regions sotmeses a l'autoritat d'un governador militar, denominades governacions.

### Llista de províncies franceses el 1789
| Província           | Capital             |
| ------------------- | ------------------- |
| Alsàcia             | Estrasburg          |
| Anjou               | Angers              |
| Comtat d'Artois     | Arràs               |
| Aunis               | La Rochelle         |
| Bearn               | Pau                 |
| Berric              | Bourges             |
| Borbonès            | Moulins             |
| Bretanya            | Nantes              |
| Comtat d'Alvèrnia   | Clarmont d'Alvèrnia |
| Comtat d'Angulema   | Angulema            |
| Comtat de Foix      | Foix                |
| Comtat de la Marche | Guéret              |
| Còrsega             | Ajaccio             |
| Delfinat            | Grenoble            |
| Ducat d'Aquitània   | Bordeus             |
| Borgonya            | Dijon               |
| Ducat de Lorena     | Nancy               |
| Flandes             | Lilla               |
| Franc Comtat        | Besançon            |
| Île-de-France       | París               |
| Lionès              | Lió                 |
| Llemosí             | Llemotges           |
| Llenguadoc          | Tolosa              |
| Maine               | Le Mans             |
| Normandia           | Rouen               |
| Orleanès            | Orleans             |
| Picardia            | Amiens              |
| Poitou              | Poitiers            |
| Provença            | Ais de Provença     |
| Rosselló            | Perpinyà            |
| Saintonge           | Saintes             |
| Turena              | Tours               |
| Xampanya            | Troyes              |

## Les finances reials

### Ingressos

#### Impostos
Els principals impostos que cobrava la corona francesa eren:
- La talla:un impost directe a pagar per cadascuna de les famílies plebees del regne (els nobles i l'Església n'estaven exempts); tot i així, a la majoria dels pays d'état existia una talla real que gravava els béns amb la qual cosa, un noble podia ser taxat pels seus béns plebeus, i un plebeu quedava exempt pels seus béns nobles. D'ençà de la seva institució pels Estats Generals reunits a Orleans el 2 de novembre de 1439, el rei va cobrar-la cada any fins que els governs de la Revolució declararen abolit aquest impost. Hi havia moltes ciutats, entre les quals, París, que eren "franques", és a dir, exemptes de talla, la qual tampoc no s'aplicava a la província de Bretanya.
- El taillon: impost per a propòsits militars
- La gabella: tribut sobre la sal o altres béns de primera necessitat
- Les ajudes: impostos sobre diferents productes com ara vi, cervesa, oli i d'altres
- Les duanes: aranzels locals sobre determinats productes
- La dècima: la Corona demanava un "donatiu lliure" a l'Església, la qual el recollia dels detentors de càrrecs eclesiàstics mitjançant un impost denominat la dècima creat en temps de Francesc I
- La capitació: instituïda per Lluís XIV el 1695, que afectava tot súbidt, nobles i eclesiàstics inclosos, tot i així se'n podia comprar l'exempció
- La desena: cobrada entre 1710 i 1717, i restablerta el 1733 per subvencionar operacions militars; era un impost sobre els ingressos i el patrimoni
- La vintena: semblant a l'anterior, instituïda per Lluís XV el 1749 per reduir el dèficit de les finances reials

#### Venda de càrrecs
Una altra important font d'ingressos per a la corona era condicionar al previ pagament d'una fiança força elevada l'accés a determinats càrrecs públics que permetien ennoblir-se a qui l'ocupava i que, a més, podien resultar molt beneficiosos. Aquesta pràctica, ja havia començat al segle xii; el 1467, una llei convertí en irrevocables els càrrecs així adquirits, els quals, d'aquesta manera, acabaven esdevenint hereditaris pagant un dret de successió. Amb aquest sistema, sovint, la Corona intentava incrementar els seus ingressos creant nous càrrecs. Aquesta venalitat dels càrrecs va esdevenir un dels principals elements de la revolta de la Fronda.

#### Préstecs i empréstits
Si amb els seus ingressos tributaris no en tenia prou, la Corona recorria tant al préstec privat dels principals banquers d'Europa, com als empréstits públics. El 1523, Francesc I va crear el sistema de "rendes sobre el govern municipal de París", un sistema força semblant al dels censals i violaris de la Corona d'Aragó.
Si en temps d'Enric IV, la talla representava el 60% dels recursos de la corona, a finals del regnat de Lluís XIV, només en representava el 25%; aleshores, la Corona mirava de resoldre les seves dificultats financeres mitjançant empréstits i impostos indirectes.

### La recaptació
Fins al segle xiv, la inspecció del cobrament dels tributs reials anava a càrrec dels batlles i dels senescals dins de les seves circumscripcions; d'ençà de les reformes dutes a terme durant els segles xiv i xv, van dur a l'administració dels tributs reials per dos equips financers, denominats col·lectivament "Messieurs des finances", que actuaven de manera col·legiada:
- els quatre Généraux des finances (dits també "général conseiller" o "receveur général") que supervisaven la col·lecta de la talla, les ajudes, etc., mitjançant cobradors d'impostos (receveurs)
- els quatre Trésoriers de France, que supervisaven els ingressos de les terres del patrimoni reial

Els membres de cadascun dels dos equips s'ocupaven individualment d'una d'aquestes quatre circumscripcions: Languedoïl, Llenguadoc, Outre-Seine-and-Yonne i Normandia. Aquesta darrera circumscripció s'havia creat el 1449 mentre que les altres tres eren anteriors, i el 1484 se n'establiren dues més; en aquest sistema, als encarregats del Languedoïl els corresponia una preeminència sobre els altres.
Ara bé, com que, al final, aquest sistema s'acabà considerent no prou eficaç, Enric II promulgà el 1542 l'Edicte de Cognac pel qual França quedava dividida en setze generalités, les quals ja havien arribat a ser-ne vint-i-una a finals del segle xvi i trenta-sis en el moment de l'esclat de la Revolució. El 1577, Enric III va establir un equip de cinc tresorers ("trésoriers généraux") a cada generalité, i, al segle xvii, l'administració de cada generalité fou encomenada a un intendent, de tal manera que, sovint, intendència i generalité esdevingueren sinònims.
El 1680, va instituir-se el sistema de la Ferme Générale pel qual la Corona arrendava el cobrament de la talla i d'altres tributs.

## La Justícia

### Baixa Justícia
A les terres de senyoriu, la justícia l'administrava el senyor per mitjà dels seus agents. Des del segle xv, però, gran part de la justícia senyorial havia passat a mans de les batllies (a França del nord), senescalies (a Occitània) i présidiaux conservant només el senyor les qüestions de drets i deures feudals, així com petits afers de justícia local. Només aquells senyors amb competències d'alta justícia podien dictar penes de mort, i únicament si hi consentien els présidiaux.
Dels desertors, saltejadors de camins i captaires se n'encarregaven els prévôt des maréchaux, els quals, a partir de 1670, actuaren sota la supervisió dels présidiaux.
Els tribunals francesos estaven sota la supervisió d'un lloctinent general i se subdividien en:
- prevostats supervisats per un prevost
- a Normandia en vescomtats supervisats per un vescomte (càrrec que podia ser ocupat per un plebeu)
- en alguns llocs del nord de França en castellanies administrades per un castellà (càrrec que podia ser ocupat per un plebeu)
- a Occitània, en vegueries o batllies dirigides per un veguer o un batlle.

Per tal d'agilitzar el funcionament d'alguns parlaments, Enric II donà amplis poders a alguns batlles, que passaren a denominar-se présidiaux.
Els prevosts -o els seus equivalents- eren els jutges de primera instància per a plebeus i eclesiàstics; treballaven a nivell individual però amb la possibilitat d'assessorar-se per advocats i procuradors designats per ells mateixos. Les seves decisions eren apel·lables davant de les batllies i présidiaux, que actuaven com a tribunal de primera instància per als nobles i també per a certa mena de crims dits cas royaux, dels quals, en l'edat mitjana se n'havien ocupat els senyors: sacrilegi, lesa majestat, segrest, violació, heretgia, falsificació de moneda, sedició, insurrecció, tinença il·lícita d'armes. Per apel·lar la decisió d'un batlle calia adreçar-se a un parlament regional.

### Tribunals superiors
Aquestes eren les cours souveraines, o tribunals superiors, les decisions de les quals només podia revocar-les el rei actuant en el seu consell:
- Parlaments: París, Llenguadoc (Tolosa), Provença (Ais de Provença), Franc Comtat (Besançon), Guiena (Bordeus), Borgonya (Dijon), Flandes (Douai), Delfinat (Grenoble), Lorena (Nancy), Metz, Navarra (Pau), Bretanya (Rennes, breument a Nantes), Normandia (Rouen) i (entre 1523 i 1771) Dombes (Trévoux). En un principi, aquests parlaments no eren més que òrgans judicials, tribunals d'apel·lació per a tribunals civils i eclesiàstics, però començaren a assumir funcions legislatives. El més important dels parlaments tant perquè la seva jurisdicció comprenia la major part de la França septentrional i central com pel seu prestigi era el Parlament de París, que també servia com a tribunal de primera instància per als Pars de França i per a afers reials.
- Consells sobirans - Alsàcia (Colmar), Rosselló (Perpinyà), Artois (un conseil provincial, Arràs); en un principi, Flandes, Navarra i Lorena també havien tingut un consell sobirà que es transformà en parlament. Els consells sobirans actuaven com a parlaments regionals en territoris acabats de conquerir com ara, per exemple, el del Rosselló.
- Cambres de comptes - París, Dijon, Blois, Grenoble, Nantes. Encarregades de supervisar la despesa de fons públics i l'administració del patrimoni reial així com dels problemes legals que se'n derivés.
- Cambra d'Ajudes - París, Clermont, Bordeus, Montauban. Qüestions relatives a impostos sobre el vi, la cervesa, el sabó, l'oli, els metalls, etc., als pays d'élections.
- Cambres de comptes combinada amb Cambra d'Ajudes - Ais de Provença, Bar-le-Duc, Dole, Nancy, Montpeller, Pau, Rouen
- Tribunals de la moneda - París, i, a més, Lió (1704 - 1771), així com (després de 1766), la cambra de comptes de Bar-le-Duc i Nancy. Els tribunals de la moneda vigilaven l'encunyació de moneda i l'ús dels metalls preciosos.
- Gran Consell - creat el 1497 per tractar sobre qüestions referides a beneficis eclesiàstics; algunes vegades el rei podia instà la intervenció del Gran Consell en afers massa contenciosos per als Parlaments.

El cap del sistema judicial francès era el canceller de França.

## L'Administració

### El Consell del Rei

Escut del Regne de França

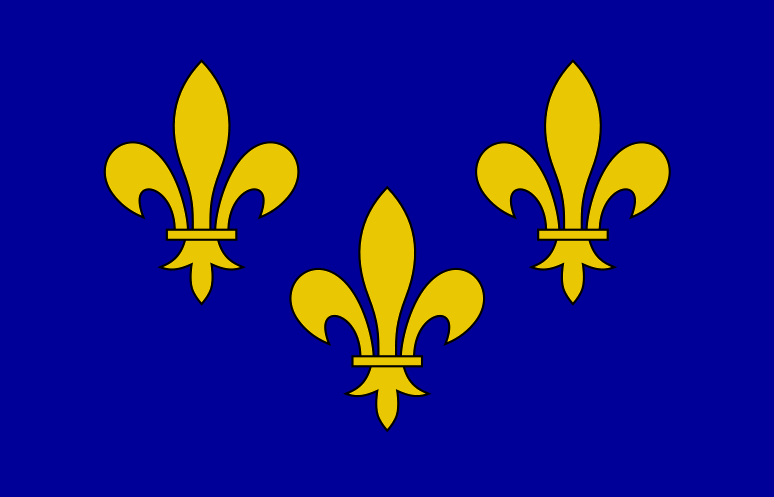
Flors de lys, símbol de la reialesa francesa.

La fórmula le roi en son conseil, emprada als documents, expressa el principi que a França el rei no podia pas actuar sense haver-se assessorat amb el seu consell. Durant els segles de l'Antic Règim, l'administració del Regne va evolucionar des de l'antic sistema de lleialtats feudals, propi de l'edat mitjana, fins a formar un sistema administratiu modern; en aquest procés, els alts càrrecs de la Cort van passar d'estar ocupats per la vella noblesa senyorial i feudal (noblesa d'espasa) a ser exercits per una nova aristocràcia funcionarial (la noblesa de toga) i per un cos d'administradors professionals. Així, durant els regnats de Carles VIII i de Lluís XII, dins del Consell hi predominava una vintena de famílies nobles o riques, tònica que va continuar sota Francesc I, qui va incrementar el nombre de consellers a uns setanta, mentre que sota Enric IV i Lluís XIII va afirmar-se la posició de la noblesa de toga.
En temps del Renaixement, l'administració de la cort francesa es dividia entre un petit consell (dit primer "secret" i, després, "alt") que va tenir només tres membres el 1535 i quatre el 1554, que s'ocupava dels temes principals, i un gran consell dedicat a qüestions judicials o financeres. A Francesc I, sovint se'l va criticar per confiar massa en un reduït nombre d'assessors, mentre que Enric II, Caterina de Mèdici i els seus fills (Francesc II, Carles IX i Enric III) es veieren sovint impotents per negociar dins del consell amb els seus rivals polítics: els ducs de Guisa i els Montmorency
Amb el pas del temps, el Consell del Rei va subdividir-se en altres consells reials, els quals poden agrupar-se en les següents tipologies:
- Consells de govern
- Consells financers
- Consells judicials i administratius

Els diferents consells que es formaren, els denominem ací pels noms amb què eren coneguts durant els segles xvii i xviii.

### Consells de Govern
- Conseil d'en haut ("Alt Consell", importants qüestions d'estat) - format pel rei, el príncep hereu, el canceller, el contrôleur général des finances, i el secretari d'estat encarregat dels afers estrangers.
- Conseil des dépêches ("Consell de missatges", notícies i informes administratius de les províncies) - format pel rei, el canceller, els secretaris d'estat, el contrôleur général des finances, i d'altres cancellers competents sobre els temes en discussió.
- Conseil de Conscience

### Consells financers
- Conseil royal des finances ("Reial Consell de Finances") - format pel rei, el "chef du conseil des finances", el canceller, el contrôleur général des finances i dos dels seus assessors, així com els intendents de finances.
- Conseil royal de commerce

### Consells judicials i administratius
A finals del segle xvii, les funcions de l'antic Conseil d'État et des Finances o Conseil ordinaire des Finances les havien assumides aquestes tres seccions: 
- Conseil privé o Conseil des parties' o Conseil d'État (ocupat del sistema judicial, instituït oficialment el 1557) — el més ample dels consells reials, format pel canceller, els ducs amb el rang de pars de França, els ministres i secretaris d'estat, el contrôleur général des finances, els trenta consellers d'estat, els vuitanta maître des requêtes i els intendents de finances.

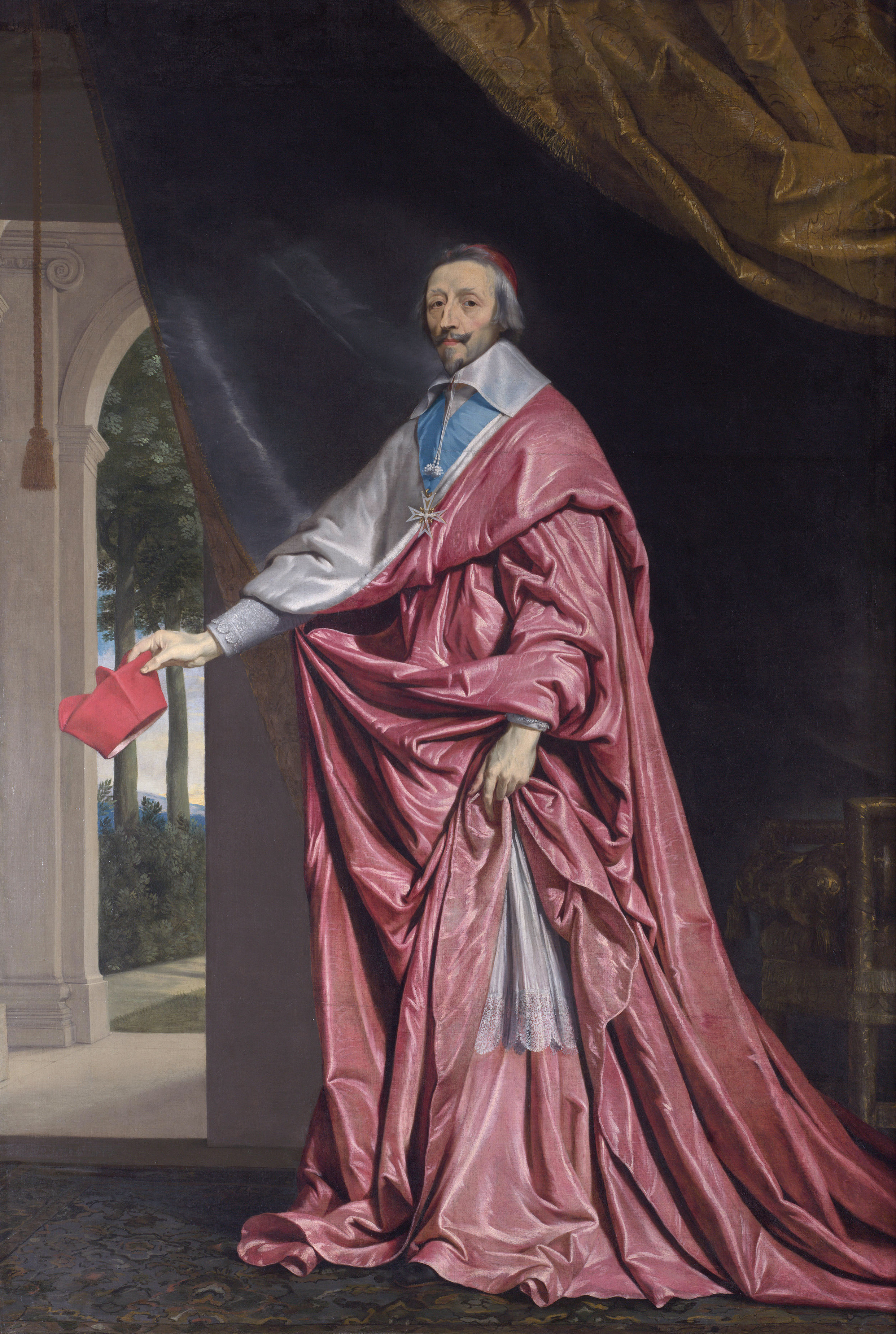
Richelieu, pintura de Philippe de Champaigne

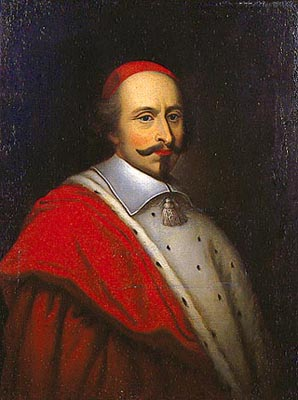
Cardenal Mazzarino, Prelat i estadista francès, per Pierre Louis Bouchart

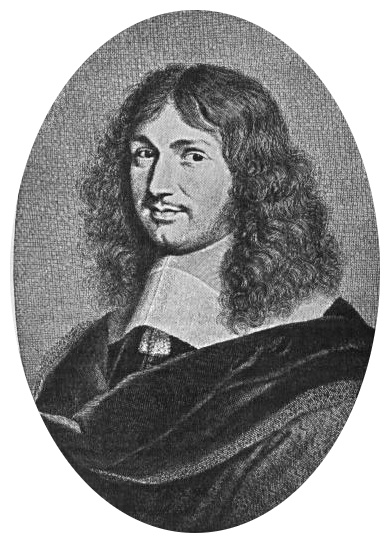
Jean-Baptiste Colbert

- Grande Direction des Finances
- Petite Direction des Finances

### La Casa del Rei
A més dels consells, el rei tenia al seu voltant tota una sèrie de personatges de la cort als quals es designava com a membres de la Casa del Rei. A la mort de Lluís XIV, el duc d'Orleans, regent a causa de la minoria d'edat de Lluís XV, va prescindir de moltes de les tradicionals estructures administratives, principalment dels secretaris d'estat, substituint-los per consells; així s'originà el sistema de polisinòdia, vigent entre 1715 i 1718.

### Alts càrrecs de l'administració
A partir del segle xvii, els alts càrrecs de l'administració francesa foren:
- Primer Ministre: el títol "principal ministre de l'état" només va ser concedit sis vegades durant aquest període, i Lluís XIV va rebutjar designar-ne cap després de mort Mazzarino; ara bé, informalment, es considera que actuaren com a primers ministres de França personatges com ara Sully, Concino Concini (governador també d'unes quantes províncies), el Cardenal Richelieu, el Cardenal Mazzarino, Jean-Baptiste Colbert, el Cardenal Fleury, Turgot, etc., que tingueren un gran poder en l'administració del regne durant els segles xvii i xviii.
- Canceller de França (dit també "garde des Scéaux", or "Conservador dels Segells")
- Controlador general de Finances (contrôleur général des finances, anteriorment dit surintendant des finances).
- Secretaris d'estat creats el 1547 per Enric II, i que adquiriren gran importància el 1588; generalment, n'hi havia quatre, però, ocasionalment, cinc:
  - Secretari d'Afers estrangers
  - Secretari de Guerra, que també s'encarregava de les províncies situades a la frontera.
  - Secretari de Marina
  - Secretari de la Casa del Rei, que, a més de ternir cura de l'entorn del rei i de la seva guàrdia personal, també s'ocupava del clero, dels assumptes de París i de les províncies no frontereres.
  - Secretari dels Protestants, càrrec que es refongué amb el de Secretari de la Casa del Rei el 1749.
- Consellers d'estat, que generalment n'eren trenta
- Maître des requêtes (generalment 80)
- Intendents de finances (6)
- Intendents de comerç (4 or 5)
- Ministres d'estat (nombre variable)
- Tresorers
- Recol·lector general de tributs
- Superintendent de correus
- Director general de construccions
- Director general de fortificacions
- Cap de policia de París (responsable de l'ordre públic a la capital)
- Arquebisbe de París
- Reial Confessor

### El Govern de les províncies
Durant l'edat mitjana, els agents de l'administració reial a les províncies havien estat els batlles i senescals, però a finals del segle xviii els batlles només tenien una funció judicial. Durant els segles xvi i xvii, els agents de l'administració reial a les províncies eren els governadors, que representaven la presència del rei a la província. Si, en un principi, els càrrecs de governador els havien monopolitat l'alta noblesa, després de crisis polítiques com ara les Guerres de Religió (1562 - 1598) i la Guerra de la Fronda (1648 - 1653), els reis buscaren encomenar el govern de les províncies a persones de menys rang i, per això, més fidels, d'ací el desenvolupament de la figura de l'intendent provincial, amb jurisdicció sobre finances, justícia i ordre públic, durant els regnats de Lluís XIII i de Lluís XIV.
A finals del segle xviii, l'administració reial estava força consolidada a les províncies malgrat les protestes i l'oposició dels parlaments locals, els quals, però, a més del seu paper de tribunals d'apel·lació regionals, havien aconseguit el privilegi de registrar els edictes del rei i de presentar-li les queixes motivades pels edictes, esdevenint així portaveus de les oligarquies locals. Si un parlament rebutjava registrar un edicte, sobretot quan es tractava de matèria fiscal, el rei podia imposar el registre mitjançant un veredicte reial denominat "lit de justice".

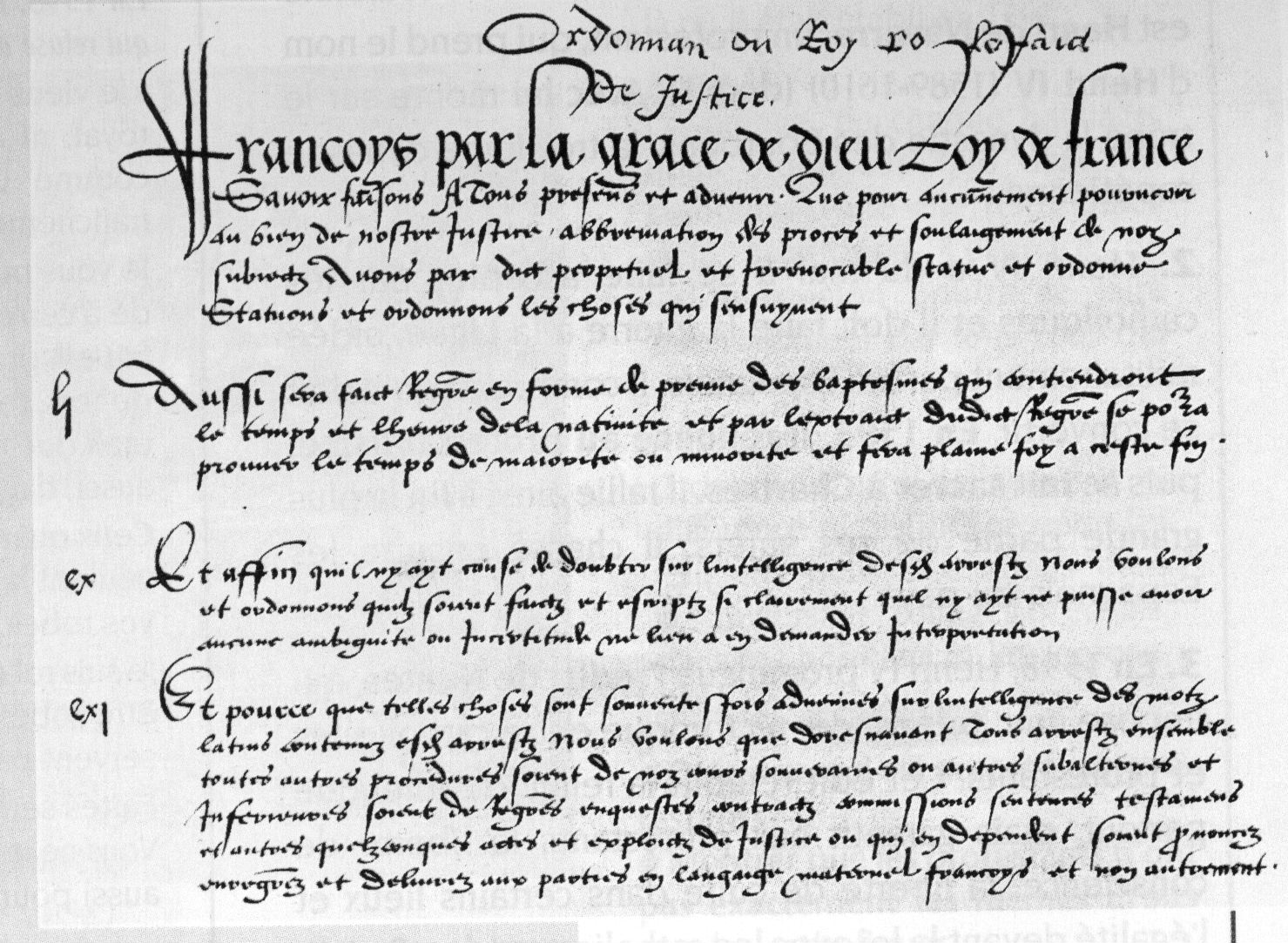
Una de les pàgines de l'Edicte de Villers-Cotterêts

## L'uniformisme lingüístic
Ja des del segle xv, s'havien donat ordenances reials per bandejar l'ús del llatí de la justícia i de l'administració, substituint-lo per la llengua parlada en cada regió:
- Ordenança de Moulins, de Carles VIII de 1490: obligant l'ús de les llengües vulgars o maternes, i no pas el llatí, en els interrogatoris i processos verbals
- el 1510, Lluís XII va ordenar que la llengua del dret no fos el llatí sinó la del poble, és a dir, la llengua que es parlés en cada regió
- Ordenança d'Is-sur-Tille de Francesc I donada el 1531, amb la qual s'estenia l'aplicació de l'anterior ordenança de Lluís XII al Llenguadoc.

Aquesta tendència va canviar radicalment amb l'Edicte de Villers-Cotterêts, un document redactat pel canceller Guillaume Poyet i que el rei Francesc I signà a Villers-Cotterêts entre el 10 i el 15 d'agost de 1539.
En els seus cent noranta-dos articles, aquesta ordenança reial, encaminada a definir una monarquia autoritària i centralista, reforma la jurisdicció eclesiàstica, redueix certes capacitats d'autogovern municipal i obliga les parròquies a dur llibres de baptisme. El seu aspecte més conegut i destacat, però, és la seva disposició establint com a obligatori l'ús del francès en els documents públics, amb la qual cosa, a França, el francès esdevenia l'única llengua oficial del dret i de l'administració, en detriment del llatí i d'altres llengües parlades al Regne com ara l'occità i el bretó.
No fou pas la Monarquia l'únic agent d'uniformització lingüística; durant la Reforma, els protestants criticaven a l'Església Catòlica el fet de tenir la Bíblia en llatí i d'usar aquesta llengua com a idioma del ritu i de litúrgia; per això, Martí Luter va traduir la Bíblia a l'alemany, i totes les esglésies protestants passaren a usar com a lengua litúrgica la llengua del territori on actuaven. Tanmateix, l'Església Reformada de França, creada pels hugonots, la qual celebrà el seu primer sínode nacional a París el 1558, feu servir com a llengua litúrgica el francès, fins i tot a Occitània, on per a la gent el francès resultava tan incomprensible com el llatí.

Aquesta tradició d'uniformisme lingüístic és el que va dur a la prohibició de l'ús del català en els documents i actes oficials de la província del Rosselló el 2 d'abril de 1700 per Lluís XIV, qui, en el text del decret, manifestà que considerava l'ús del català com un acte contra la seva sobirania com també que 
l'usage du catalan répugne et est contraire à l'honneur de la nation française

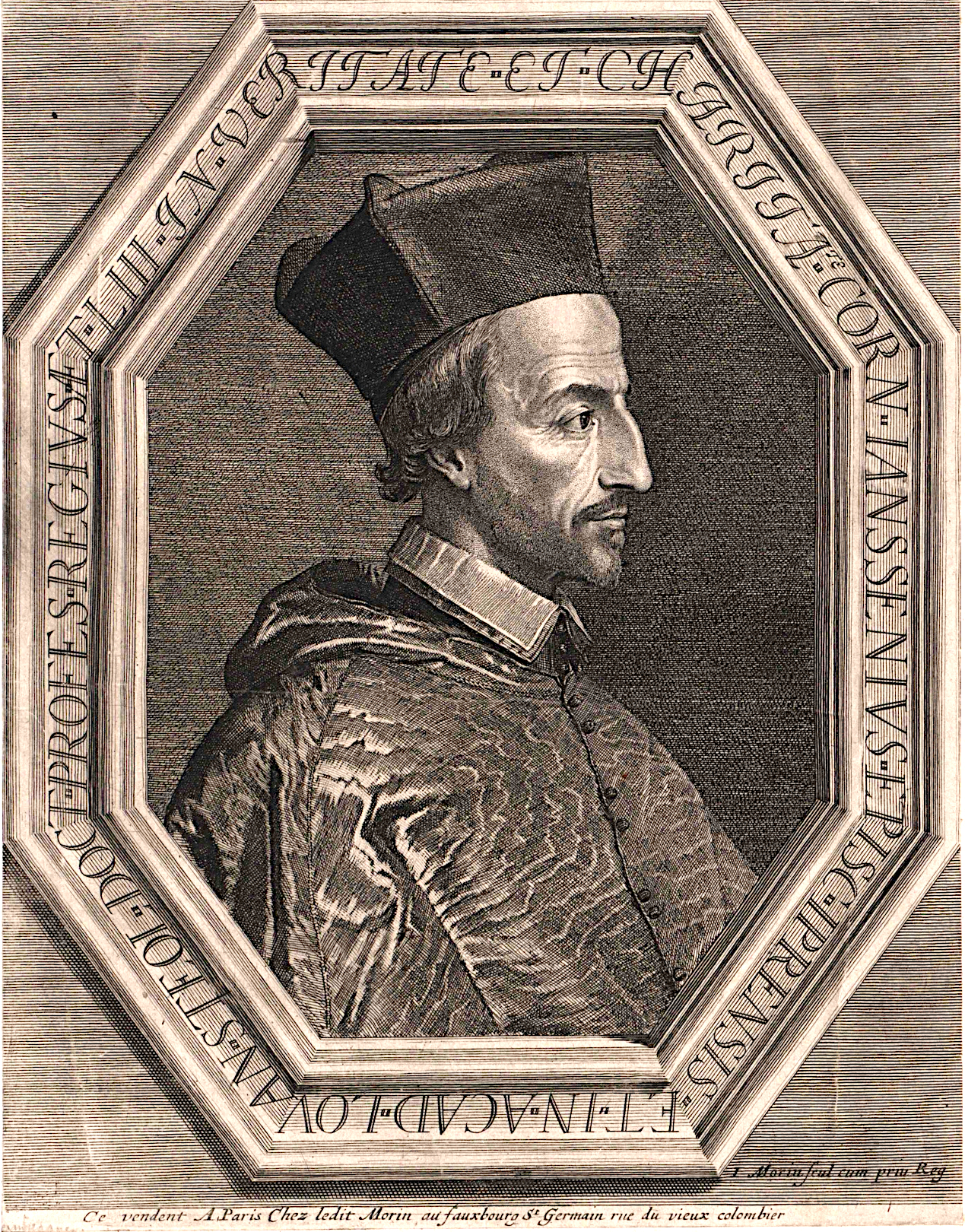
Cornelius Jansen (1585 - 1638), del nom del qual prové el mot Jansenisme.

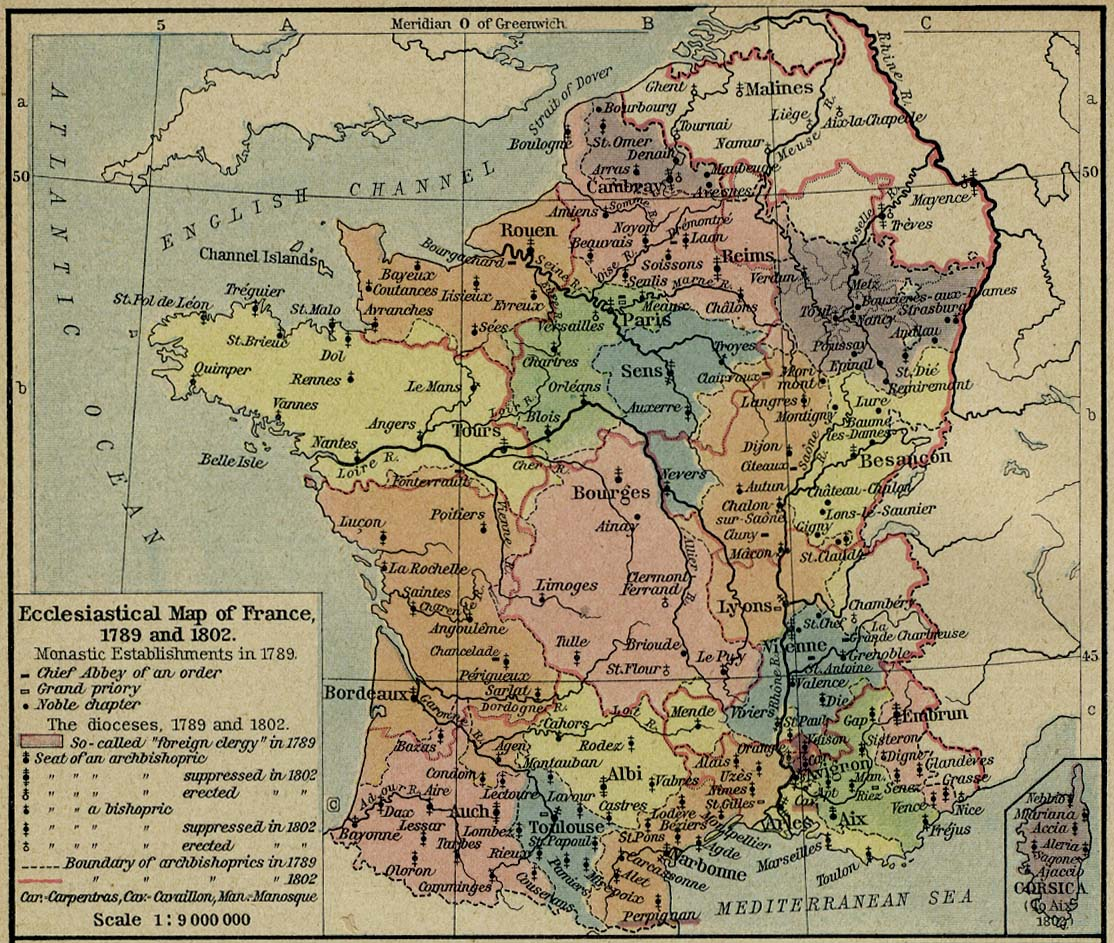
Diòcesis de França el 1789

## L'Església
A França, el poder la Monarquia estava íntimament lligat amb l'autoritat moral de l'Església, tal com ho indicava la dita la France est la fille aînée de l'église (França és la filla gran de l'Església).
L'any 1500, hi havia catorze arquebisbats a França: (Lió, Rouen, Tours, Sens, Bourges, Bordeus, Auch, Tolosa, Narbona, Ais de Provença, Embrun, Viena del Delfinat, Arle, i Reims) així com cent bisbats; cap a la fi de l'Antic Règim, el nombre total de bisbats i arquebisbats a França era de cent trenta-nou. Una gran part dels alts càrrecs de l'Església els ocupaven persones vinculades a la noblesa o, fins i tot, a la família reial; a més, igual com a tot arreu d'Europa, l'Església posseïa un gran patrimoni de finques així com drets senyorials; a més, l'Església era el Primer Estat tant dins dels Estats Generals com dels Estats Provincials, igual com també reclamava el dret d'exercir una jurisdicció exclusiva en casos d'heretgia. Per altra banda, alguns eclesiàstics ocuparen alts càrrecs en el govern del Regne, tal com fou el cas del cardenal Richelieu o del cardenal Mazzarino.
La Facultat de Teologia de la Sorbona, és a dir, de la Universitat de París, disposava d'un equip de censors encarregats de controlar l'ortodòxia religiosa de les publicacions que s'haguessin de difondre a França; després de les Guerres de Religió, però, aquesta potestat de censura passà al Parlament de París i, a partir del segle xvii, als censors reials, tot i que l'Església conservava un dret de petició en la matèria. L'Església també duia a terme una missió social fomentant l'existència d'escoles i hospitals com amb institucions de caritat per als desvalguts.
Segons la Pragmàtica Sanció de Bourges de 1438, derogada per Lluís XI però restablerta pels Estats Generals reunits a Tours el 1484, a França, l'elecció dels bisbes corresponia als capítols catedralicis i la dels abats als monestirs, sense que el Papa pogués intervenir-hi, amb la qual cosa s'iniciava la tendència al gal·licanisme dins de l'Església francesa. El 1515, però, Francesc I signà amb el papa Lleó X el Concordat de Bolonya pel qual, el rei adquiria el dret a designar els candidats a bisbe i el papa el d'investir-los; aquest acord va indignar els gal·licans, però va proporcionar a la corona el control sobre els càrrecs eclesiàstics.
Després del triomf del catolicisme en les Guerres de Religió (1562 - 1598), manifest en el fet que Enric IV es veiés obligat a abjurar de la seva fe protestant per poder conservar el tron, a França va difondre's l'esperit de la Contrareforma que dugué a l'entrada de nous ordres com ara els jesuïtes i al desenvolupament de la devoció popular per Sant Francesc de Sales i Sant Vicenç de Paül. Per altra banda, durant tot el segle xvii es va donar tot un procés d'erosió de les llibertats i privilegis garantits als protestants (hugonots) per l'Edicte de Nantes (1598), el qual va acabar sent revocat el 1685; aleshores, molts protestants francesos optaren per emigrar a l'estranger. Dins de França, també es generaren corrents religiosos com ara el jansenisme o el quietisme.
Malgrat el desenvolupament de la Il·lustració al segle xviii i dels seus atacs a l'Església i a la Religió; en el moment de l'esclat de la Revolució Francesa, la majoria dels francesos eren catòlics; per això, l'absentisme en els serveis religiosos no superava l'1% del total de la població vers 1750.

## La Noblesa

### Concepte
Durant l'edat mitjana i l'Antic Règim, la noblesa a França, igual com a tot Europa, gaudia de tota una sèrie de privilegis legals i financers, així com d'unes prerrogatives pròpies, la primera llista de les quals va establir-se durant el regnat de Lluís XI (1461 - 1483). Així doncs, eren prerrogatives de la noblesa: 
- l'exempció del pagament de la talla (excepte per a les terres no nobles que poguessin posseir en algunes províncies)
- el dret de caçar
- el dret de dur espasa i de tenir un escut d'armes
- el dret a posseir feus o senyorius.

Determinats càrrecs eclesiàstics, civils i militars eren privatives dels nobles, com també tenien uns deures especials:
- honneur et fidélité (honor i fidelitat) com ara servei militar (l'impôt du sang o "impost de sang")
- concilium et auxilium (consell i assistència al rei)

Certes activitats, com ara les comercials, industrials o manuals, causaven dérogeance, és a dir, pèrdua de la condició de noble, tanmateix als nobles els era permès treure profit de les seves finques mitjançant l'explotació de mines o de fargues.
Excepte en casos aïllats, la servitud pagesa va deixar d'existir a França durant el segle xv, tot i així, durant l'Antic Règim els nobles van conservar un gran nombre de drets senyorials sobre la pagesia lliure que treballava les seves possessions. Aquests drets senyorials incloïen:
- cens: tribut annual a pagar al senyor
- champart: deure de treballar a les terres del senyor i de donar-li una part de la collita
- banalitat: deure d'usar els molins, forns o preses de vi del senyor a qui s'havia de pagar un dret d'ús.

Els nobles també mantenien una sèrie de privilegis judicials sobre els seus súbdits, tot i que, amb l'establiment de l'estat modern a partir del segle xvii, molts d'aquests privilegis passaren a estar sota control de l'Estat, i a la noblesa rural només li quedaren funcions d'ordre públic i de control judicial sobre violacions dels seus drets senyorials. Aquest sistema senyorial va ser exportat al segle xvii cap a la colònia de Nova França.
Segons els càlculs de l'historiador francès François Bluche, el 1789 hi hauria a França uns 140.000 nobles, agrupats en 9.000 famílies, un 5% de les quals situarien els seus orígens abans del segle xv. Considerant que la població total de França deuria ser d'uns 28 milions de persones, els nobles serien, doncs, només un 0,5% del conjunt dels francesos. Per la seva banda, l'historiador Gordon Wright, que dona un nombre total de 300.000 nobles, dels quals 80.000 pertanyerien a la tradicional noblesa d'espasa, accepta l'estimació de l'historiador Jean de Viguerie que la noblesa no seria poc més que l'1% del total de la població, amb la qual cosa, seria, en proporció, una de les més reduïdes nobleses d'Europa.

### L'ennobliment
Malgrat que els títols i la condició de nobles eren hereditàries, existia la possibilitat d'esdevenir noble; per tant, moltes de les famílies nobles existents a França el 1789 no podien pas remuntar els seus orígens als inicis de l'edat mitjana, ja que el seu accés a la noblesa podia ser força recent.
Des de 1275 fins a 1578, els no nobles, és a dir, els plebeus, podien adquirir títols de noblesa al cap de tres generacions comprant terres o castells que tinguessin privilegis nobles vinculats perquè haguessin pertangut a un noble o al rei. Per adquirir aquests feus nobles, els plebeus havien de pagar el tribut del (franc-fief) al seu posseïdor noble. Posteriorment, al segle xvi, una família podia ennoblir-se al cap de dues generacions després d'haver posseït importants càrrecs civils o militars.
Durant el Renaixement, i també a principis del segle xvii, molts títols de noblesa foren usurpats per plebeus comprant feus i vivint noblement, ço és, evitant activitats comercials i manuals i aconseguint l'exempció de la talla. Actuant així, moltes famílies aconseguien acabar sent acceptades com a nobles.
El rei podia concedir títols de noblesa a determinades persones mitjançant lettres patentes i convertir les seves terres en feus nobles o concedir la possessió de títols de noblesa a plebeus propietaris de feus nobles. Generalment aquestes lettres havien de ser registrades oficialment pel Parlament, i si el Parlament no les volia registrar, llavors els nobles eren dits à brevet.

### Classes de noblesa
Generalment, la noblesa de França es classificava en aquestes categories:
- Noblesa d'espasa o noblesa de raça o noblesa antiga: la noblesa tradicional o antiga.
- Noblesa de cancelleria: persones ennoblides per haver exercit alts càrrecs en l'administració reial, pràctica iniciada a partir del regnat de Carles VIII.
- Noblesa de lletres: persones ennoblides mitjançant "lettres patentes" del rei.
- Noblesa de toga: persones o famílies ennoblides per haver exercit determinats càrrecs públics com ara maître des requêtes, tresorer o president d'un parlament provincial; aquest tipus de noblesa fou reconeguda legalment el 1600.
- Noblesa de campanar o Noblesa municipal: persones o famílies ennoblides per haver exercit càrrecs de govern municipal en certes ciutats com ara Angers, Angulema, Bourges, Lió, Tolosa, París, Perpinyà, i Poitiers). Aquesta forma de noblesa va iniciar-se el 1372 a Potiers.
- Noblesa militar: persones o famílies ennoblides per haver exercit càrrecs militars, generalment després de dues o tres generacions.

A vegades, els nobles feien aquesta distinció comptant l'edat del seu estatus nobiliari:
- Noblesa cavalleresca: noblesa anterior a l'any 1400.
- Noblesa d'extracció: noblesa de com a mínim quatre generacions.

L'adquisició de títols de noblesa es podia fer en una generació o en unes quantes:.
- Noblesa de premier grau noblesa reconeguda en la primera generació, generalment després de vint anys de servei o de mort en l'exercici del càrrec.
- Noblesa gradual: noblesa reconeguda en la segona generació, generalment després de vint anys de servei tant del pare com del fill.

La noblesse de lettres esdevingué, a partir del regnat de Francesc I, un mètode senzill per incrementar els ingressos de la cort; plebeus propietaris de feus nobles havien de pagar l'equivalent a un any de les rendes dels seus feus per adquirir la noblesa. El 1598, Enric IV va anul·lar bastants d'aquests ennobliments, però, al final, va veure la necessitat de continuar la pràctica.
Enric IV va començar a intentar combatre la usurpació de títols de noblesa, i, entre 1666 i 1674, Lluís XIV va ordenar un programa de verificació massiva de títols de noblesa, en el qual deixaren de ser vàlids els testimonis orals que els pares i els avis havien estat sempre nobles i la condició de noblesa calgué provar-la mitjançant documents escrits que demostressin una condició de noble anterior a 1560. Arran d'això, moltes famílies van ser inscrites de nou a la llista de la talla o, fins i tot, obligades a pagar multes per haver usurpat títols de noblesa.

### Rangs
- Fils de France: fill d'un rei.
- Petit-fils de France: net d'un rei.
- Prince du Sang: qualsevol descendent legítim d'un rei per línia masculina; de fet, a partir del segle xvii el títol de príncep de sang només es reconeixia a descendents de la Dinastia de Borbó.
- Prince étranger: membres de famílies reials o principesques estrangeres naturalitzats a la cort francesa com ara els ducs de Cleves, els Rohan o la Casa de Lorena.
- Cavaller: famílies molt nobles i posseïdors de certes altes dignitats a la cort.
- Écuyer: rang de la gran majoria dels nobles. Dits també valet o noble homme en algunes regions.

El terme gentilhomme s'usava per a qualsevol noble, fos quin fos el seu rang
La condició de Pars de França, el més alt títol de noblesa, només es concedia a prínceps de la sang, alguns prínceps estrangers, bisbes i ducs, sovint de les més antigues i poderoses famílies. Els pars podien seure al Parlament de París, el més important tribunal del regne.